# 源清蔭
源 清蔭（みなもと の きよかげ、元慶8年（884年） - 天暦4年7月3日（950年8月18日））は、平安時代前期から中期にかけての公卿、歌人。陽成天皇の第一皇子。官位は正三位・大納言。

## 経歴
醍醐朝初頭の延喜3年（903年）一世源氏として无位から従四位上に直叙され、翌延喜4年（904年）次侍従に任官する。延喜7年（907年）信濃権守次いで大蔵卿に任ぜられると、朱雀朝の承平5年（935年）まで30年近くの長きに亘り大蔵卿を務めた。なおこの間、延喜19年（919年）正四位下に叙せられ、延長3年（925年）には参議に任じられ公卿に列している。
その後、朱雀朝において、承平7年（937年）従三位、天慶2年（939年）権中納言、天慶4年（941年）中納言と累進し、村上朝の天暦2年（948年）正三位・大納言に至る。天暦3年（949年）太政大臣・藤原忠平が没したことから、左右大臣に並ぶ藤原北家嫡流の藤原実頼・師輔兄弟に次いで太政官で第三位の席次を占めた。
天暦4年（950年）7月3日薨去。享年67。最終官位は大納言正三位。

## 人物
勅撰歌人として、『後撰和歌集』（4首）以下の勅撰和歌集に8首が採録されている。

## 官歴
『公卿補任』による。
- 延喜3年（903年） 正月7日：従四位上（直叙）
- 延喜4年（904年） 12月28日：次侍従
- 延喜7年（907年） 正月13日：信濃権守。10月10日：大蔵卿
- 延喜19年（919年） 正月7日：正四位下
- 延長3年（925年） 正月30日：参議。11月：兼大蔵卿
- 延長4年（926年） 正月29日：兼備前権守
- 延長8年（930年） 日付不詳：止備前権守
- 延長9年（931年） 日付不詳：兼越前権守
- 承平5年（935年） 2月23日：兼右衛門督
- 承平6年（936年） 正月29日：兼備前守
- 承平7年（937年） 正月7日：従三位
- 天慶2年（939年） 12月27日：権中納言、右衛門督如元
- 天慶3年（940年） 正月19日：止右衛門督
- 天慶4年（941年） 12月18日：中納言
- 天暦元年（947年） 6月6日：兼按察使
- 天暦2年（948年） 正月30日：正三位、大納言、止按察使
- 天暦4年（950年） 7月3日：薨去（大納言正三位）

## 系譜
『尊卑分脈』による。
- 父：陽成天皇
- 母：紀君（紀氏）
- 室：韶子内親王（醍醐天皇第29皇女）
- 生母不詳の子女
  - 男子：源兼房
  - 男子：源忘江
  - 男子：源兼材
  - 男子：源兼基
  - 男子：源延幹[3] - 子に源兼行